# Guillem de Montgrí
|  | No s'ha de confondre amb Guillem de Torroella. |

Guillem de Montgrí (Torroella de Montgrí, cap al 1195- 21 de juny de 1273) va ser un eclesiàstic català del segle xiii. Va ser sagristà major de la Seu de Girona fins a la seva mort, arquebisbe electe de Tarragona (1233-1239) i conqueridor d'Eivissa i Formentera en nom de Jaume I d'Aragó.
Era fill de Pere de Torroella, senyor de Torroella de Montgrí i germà menor de Ponç Guillem de Torroella i Pere de Montgrí i major que Bernat de Santa Eugènia. Va ser sagristà major de la Seu de Girona (1214) i arquebisbe de Tarragona, si bé no va arribar a prendre possessió formal del càrrec, al qual va renunciar el 1237 per tal de conservar el seu senyoriu a Eivissa i Formentera i, per tant, als seus rèdits.
Disposava a més de les rendes dels seus càrrecs eclesiàstics de béns immobles notables com el castells de Solius i Sant Sadurní (la Bisbal), terres a Freixenent, Sant Medir (Girona), Salt, Palau Borrell, Viladamat, Sils, Riudellots i Cervianell.
Els elements del seu sepulcre es troben a la catedral de Girona i se'n va fer una rèplica a l'església del Convent d'Eivissa, que va ser traslladada al mirador de l'ajuntament el 1970. També amb un dels jardins de la Catedral de Tarragona existeix un facsímil d'aquest sepulcre, com el de l'illa d'Eivissa.

## Conquesta de Mallorca
Guillem de Montgrí va participar en la Conquesta de Mallorca juntament amb el seu germà, Bernat de Santa Eugènia. Així ho testimonia Bernat Desclot que el fa present en la reunió a Barcelona en què el rei en Jaume comunica la decisió d'envair la taifa mallorquina.
| «                                      | E prometvos que hi iré ab X cavalers bons e ben aparelats; a donar-lur he bon sou, e prou pan, e vin, e carn e civada. E menaré mols sirvens, qui seran bons en terra e en mar, e escuders e altra companya bona, per servir mi e mos cavalers | » |
| — Crònica de Bernat Desclot Capítol XX | |   |

Així va rebre com a botí 79 cavalleries de terra a l'illa en senyoria. El seu germà Bernat de Santa Eugènia de Berga va ser governador de Mallorca.

## Conquesta d'Eivissa i Formentera
Jaume I d'Aragó va establir un contracte d'infeudació amb Guillem de Montgrí a canvi de la conquesta d'Eivissa i Formentera en un període de poc menys de deu mesos i el Papa Gregori IX va atorgar a l'expedició de conquesta el títol de croada en una butlla del 24 d'abril de 1235. A aquesta iniciativa s'hi van afegir l'infant Pere de Portugal i el comte de Rosselló Nunó Sanç, que havien establert un contracte semblant amb el rei anteriorment però no l'havien fet efectiu. Aquests tindrien la senyoria de part de les dues illes com a vassalls de Guillem de Montgrí. Així, el dia 8 d'agost de 1235 les tropes catalanes comandades per l'arquebisbe van conquerir la vila d'Eivissa i la seva caiguda significà la de la resta de l'illa d'Eivissa i Formentera.
Les dues illes van ser llavors repartides entre els tres cosenyors (Guillem de Montgrí, Pere de Portugal i Nunó Sanç) en quatre parts anomenades quartons segons les tropes aportades en la conquesta. A més, la vila i el castell van ser també dividides entre els tres i per a ús del monarca. Guillem de Montgrí havia aportat la meitat dels homes, l'infant una quarta part i l'altra quarta part el comte de Rosselló. També es repartirien els guanys produïts per les salines d'Eivissa. D'aquesta manera Guillem de Montgrí va quedar-se amb la senyoria del Quartó de Ses Salines i el Quartó de Balansat a Eivissa i el Quartó de La Mola i el Quartó des Carnatge a Formentera. Posteriorment els drets de Nunó Sanç van passar al rei Jaume I i l'arquebisbe va aprofitar per comprar al monarca els quartons del comte de Rosselló, el Quartó de Portmany a Eivissa i el Quartó de Portossalè a Formentera, a canvi de 9.500 sous melgoresos.
S'ha d'assenyalar que el senyoriu d'Eivissa i Formentera va ser a títol personal. Així, quan Guillem de Montgrí va renunciar a l'arxidiòcesi de Tarragona es va assegurar el seu domini, a canvi que les illes passarien a l'arquebisbat de Tarragona a la seva mort i així ho va fer constar al seu testament. Per aquest motiu en el període entre que ell no va ser arquebisbe de Tarragona fins a la seva mort, va ser ell el senyor d'Eivissa i Formentera i no els arquebisbes de Tarragona. Mentre ell va ser senyor d'Eivissa va cedir als eivissencs les salines, que van ser la principal font de riquesa natural per als illencs durant segles. Van ser administrades per la Universitat d'Eivissa des de la seva creació i fins a la proclamació del Decret de Nova Planta, quan van passar a ser propietat de la monarquia borbònica. També es va iniciar la construcció de l'església de Santa Maria d'Eivissa, antecessora de l'actual catedral d'Eivissa.
El maig de 1255 participà com a diplomàtic plenipotenciari del rei en les negociacions per a l'elaboració del tractat de Corbeil conjuntament amb Humbert, degà del rei de França, Lluís IX.